# Casey Cagle
Lowell Stacy Cagle, detto Casey (Gainesville, 12 gennaio 1966), è un politico statunitense.

## Biografia
Cresciuto solo dalla madre, poté entrare all'Università della Georgia grazie ad una borsa di studio sportiva in quanto promettente giocatore di football americano; un infortunio tuttavia interruppe la sua carriera sportiva e universitaria, costringendolo a tornare nella città natale di Gainesville.
Aperto un negozio d'abbigliamento elegante, divenne presto un imprenditore di successo. A soli 28 anni entrò quindi in politica, venendo subito eletto al Senato della Georgia nel 1995, rimanendovi in carica fino al 2007. In quell'anno si candidò alla carica di vicegovernatore della Georgia, venendovi eletto e diventando quindi il primo repubblicano a ricoprirla.
Grazie al suo sostegno alle riforme finanziarie dello Stato, Cagle è stato rieletto nel 2010 e nel 2014, divenendo con tre mandati il vicegovernatore georgiano da più tempo in carica. Nel 2018 invece tentò di essere eletto governatore della Georgia; inizialmente dato per favorito, venne tuttavia sconfitto alle primarie repubblicane da Brian Kemp, che in seguito è diventato governatore. La rimonta di Kemp è spiegabile grazie all'endorsement di Donald Trump, concesso a Kemp come favore al suo collaboratore Sonny Perdue, ex-governatore e avversario di un altro ex-governatore georgiano, Nathan Deal, sostenitore di Cagle.